# Guide Me
Le Guide Me est un ancien lougre de Cornouailles (Cornish lugger), bateau de pêche reconverti en voilier privé. Son port d'attache actuel est Gweek en Cornouailles et son immatriculation ancienne de pêche est FY 233.

## Histoire
Ce lougre de pêche du port de Looe a été mis en service en 1911 pour la pêche aux pilchards. Après une restauration au début des années 1980 les propriétaires l'ont utilisé comme bateau de croisière.
En 1988 il a participé aux fêtes maritimes de Douarnenez avant de faire un long périple en Atlantique jusqu'au Brésil.
Il était présent à Temps fête Douarnenez 2018.